# Bledsoe County
Bledsoe County är ett administrativt område i delstaten Tennessee, USA, med 12 876 invånare. Den administrativa huvudorten (county seat) är Pikeville.  

## Geografi
Enligt United States Census Bureau har countyt en total area på 1 053 km². 1 052 km² av den arean är land och 1 km² är vatten. 

### Angränsande countyn
- Cumberland County - nord
- Rhea County - öst
- Hamilton County - sydost
- Sequatchie County - sydväst
- Van Buren County - väst